# Proclama

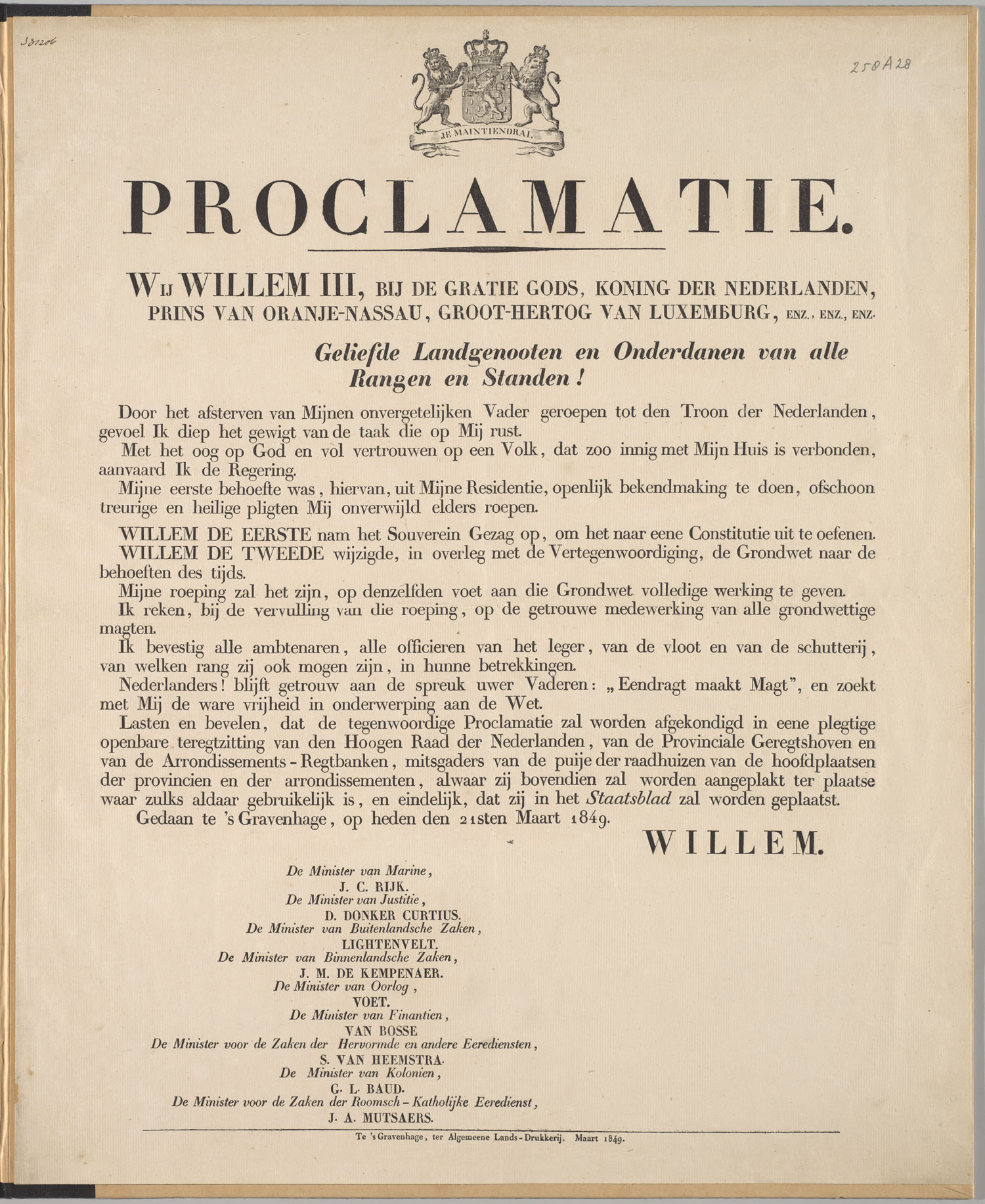
Proclamazione del re Guglielmo III dei Paesi Bassi in merito alla sua ascesa al trono, 1849.

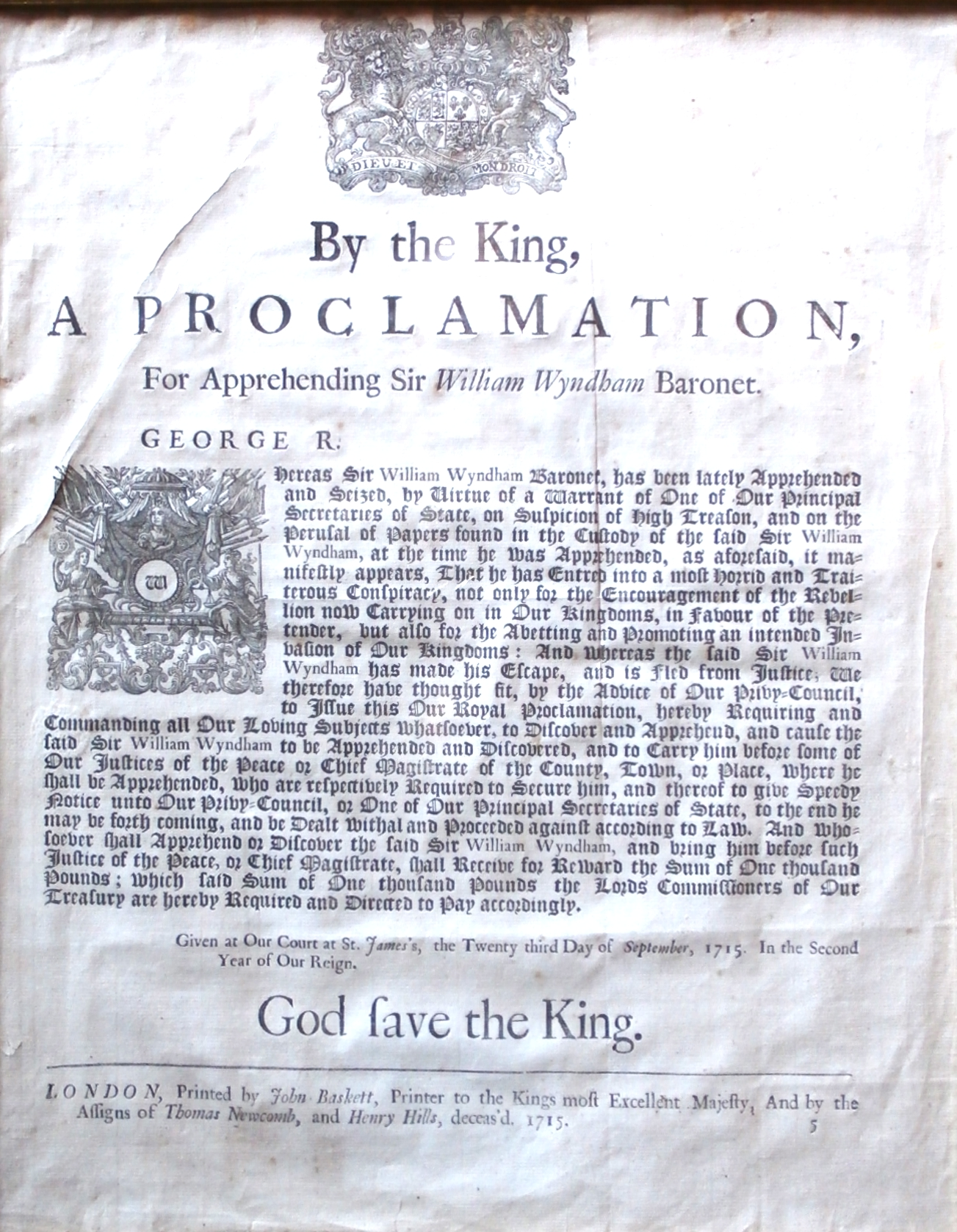
Volantino che pubblica la proclamazione reale di re Giorgio I, datata 23 settembre 1715, per la "scoperta e l'arresto" di Sir William Wyndham, 3° baronetto, il leader giacobita.

Un proclama (anticamente femminile: "la proclama") è un annuncio solenne e pubblico emanato dall'autorità pubblica al popolo.  Per estensione si definisce come tale anche un decreto od un ordine cui si attribuisce un significato negativo di imposizione dall'alto.

## Etimologia
Il termine deriva dall'omologo latino proclama, a sua volta composto dei termini pro-clamare, "gridare avanti", nel senso di "annunciare" pubblicamente. Tutt'oggi il termine è utilizzato per indicare la designazione ufficiale delle autorità supreme (si vedano espressioni come: proclamare il nuovo presidente, proclamare i risultati elettorali, etc.): il momento dell'annuncio e la cerimonia o il cerimoniale eventualmente connessi prendono il nome di proclamazione.

## Caratteristiche
Il concetto di proclama si rifà, come sottende l'etimologia del termine, alla pratica, specialmente antica, di annunciare i provvedimenti di particolare importanza e gravità gridandoli ad alta voce nelle piazze e nei luoghi di raduno attraverso banditori, affinché si diffondessero rapidamente tra la popolazione. In Russia ed Europa orientale il proclama prende il nome di Ukaz.

## Utilizzo nel linguaggio giuridico
In diritto internazionale il Proclama è il documento con il quale il competente organo di uno Stato - segnatamente il Capo di esso, in quanto organo supremo delle relazioni internazionali - rende di pubblica ragione gli scopi di una decisione di portata internazionale assunta dal suo Governo.  Come tale, il proclama tende ad acquistare rilevanza diplomatica, e quasi a riassumere in sé un momento culminante della storia delle relazioni internazionali tra Stati.

## Esempi di proclama famosi
| nome                   | anno | emanato da                                                                 | conseguenze |
| ---------------------- | ---- | -------------------------------------------------------------------------- | ----------- |
| Proclama di Parigi     | 1814 | zar Alessandro I di Russia                                                 |             |
| Proclama di Rimini     | 1815 | Gioacchino Murat                                                           |             |
| Proclama all'Europa    | 1848 | Alphonse de Lamartine                                                      |             |
| Proclama di Moncalieri | 1849 | re Vittorio Emanuele II di Savoia                                          |             |
| Proclama di Badoglio   | 1943 | Pietro Badoglio, Presidente del Consiglio dei ministri del Regno d'Italia  |             |
| Proclama Alexander     | 1944 | Harold Alexander, Comandante in capo delle truppe alleate nel Mediterraneo |             |